# Malik Qutb al-Din Muhammad
Qutb al-Din Muhammad (+ 1346) fou malik mihrabànida de Sistan de 1330 a la seva mort. Era fill de Malik Rukn al-Din Mahmud del Sistan occidental.
A la mort de Malik Nusrat al-Din Muhammad vers el desembre de 1330, el seu nebot Qutb al-Din del Sistan occidental fou escollit malik pels notables del país. Era considerat un home profundament religiós i patró de religiosos, pelegrins i pobres. Va donar diverses fortaleses a membres de la seva família. Vers 1333 o 1334 va fer front amb èxit a una invasió del kàrtida Malik Muizz al-Din Husayn, cridat pels opositors a la dinastia mihrabànida; Muizz al-Din va posar fi a la campanya seguint les indicacions d'un conseller sufita. Quan feia uns cinc anys que governava el govern central il-kànida a Sultaniyya es van enfonsar però l'aïllament del Sistan li va permetre evitar les guerres que llavors van assolar Pèrsia.
El 1346 Qutb al-Din va morir d'una plaga, probablement la pesta negra. El va succeir el seu fill Taj al-Din.